# Nyengelsk asters
Nyengelsk asters (Symphyotrichum novae-angliae) eller duftasters er en høj staude med en stiv, opret vækstform. 

## Beskrivelse
Bladene sidder spredt op langs de stive stængler. Hvert blad er lancetformet med hel rand. Bladfoden slutter halvvejs rundt om stænglen. Oversiden af bladet er mørkegrøn og lidt ru af en tæt behåring. Undersiden er lysere, men også tæt håret. 
Blomsterne sidder i store, rigt forgrenede, åbne stande for enden af skuddene. Hver blomst er en stjerneagtig kurvblomst med gule midterkroner og violette/blå/hvide/røde randkroner. Frugterne er små nødder med hver deres lille fnok. Frøene spirer villigt.
Rodnettet består af lange, kraftige jordstængler tæt under overfladen. På dem sidder både trævlerødder og stængler.
Højde x bredde og årlig tilvækst: 1,50 x ? m (150 x ? cm/år). Bredden kan ikke opgives, da udløberne breder sig kraftigt hvert år, næsten ukrudtsagtigt. 

## Hjemsted
Denne Asters-art er en prærieplante fra Canada, det nordøstlige og det midtvestlige USA. Her vokser den i fugtige lavninger og rundt langs sumpe sammen med kraftige græsarter som præriehirse og ellers med buskpotentil, canadisk lærk, engelskgræs, hedemelbærris, kongebregne, krybende ene, liden klokke og sortgran.